# Yechiva de Volojine

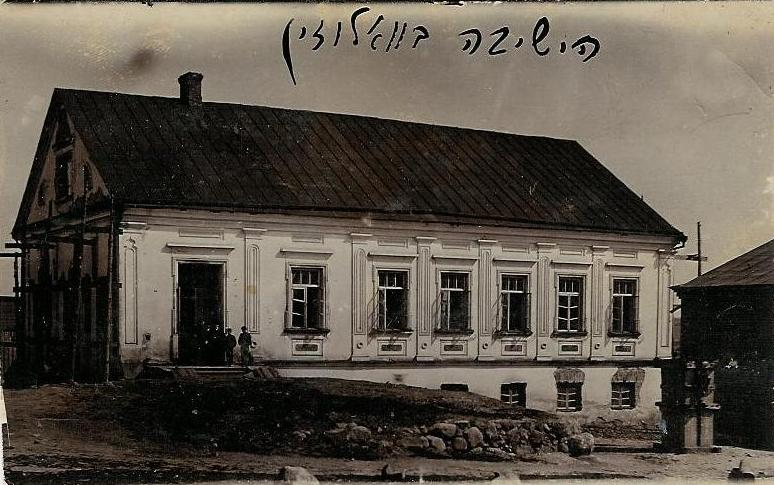
Ancienne photo de la yechiva de Vologine.

La yechiva de Vologine est une yechiva (centre d'étude de la Torah et du Talmud) localisée dans l'actuelle Biélorussie, active de 1803 à 1892, à l'époque dans l'Empire russe, dont l'influence jusqu'à nos jours est considérable.

## Originalité de la yechiva de Volojine
Imprégné par les méthodes du Gaon de Vilna, son disciple le plus proche Haïm de Vologine fonde en 1803 en Russie Ets Haïm (« l'Arbre de Vie »), la yechiva de Vologine (Wołożyn en polonais, Vologine en translittération française et Volozhin en transcription anglaise, aujourd'hui Valojyn en Biélorussie).
Le rabbin Haïm de Vologine commence avec dix élèves choisis parmi les jeunes de Vologine, qu'il entretient à ses frais. On dit que sa femme est allée jusqu'à vendre ses bijoux pour financer ce projet et le rabbin et sa famille habitent dans le bâtiment même de la yechiva. La réputation de la yechiva s'étend rapidement et de nombreux élèves veulent l'intégrer, mais les fonds manquent. 
Le rabbin lance alors un appel aux Juifs de Russie et ceux-ci répondent massivement. Grâce à leurs nombreux dons, la yechiva continue de grandir jusqu'à accueillir plus de 100 élèves. Elle reste en activité pendant presque un siècle, jusqu'en 1892. 
Pendant toute son existence, elle est considérée comme « la mère de toutes les yechivot lituaniennes » et forme plusieurs générations de rabbins, intellectuels et dirigeants de la communauté juive d'Europe de l'Est. L'adjectif « lituaniennes » rappelle qu'avant de devenir russe, la ville de Vologine a été lituanienne.
La méthode d'enseignement de la yechiva de Vologine est directement inspirée du Gaon de Vilna. Fondée sur une analyse profonde du texte talmudique, elle cherche à expliciter les intentions et les divers sens des écrits des Rishonim : Peshat littéral récitatif, Remez analogique allégorique et moral, Derash symbolique rituel et sacré, et Sod ésotérique, secret et transcendent. Cette approche est suivie par la suite dans la plupart des grandes yechivot lituaniennes, comme Slobodka, Mir, Poniewicz, Kelm, Kletsk et Telz.

## Fermeture de la Yechiva
Le fils de Haïm de Vologine, Isaac, lui succède à la tête de la yechiva en 1821. Lui-même aura pour gendre le rabbin Naftali Tzvi Yehouda Berlin, le Netziv.
En 1892, le Netziv ferme la yechiva, refusant d'y introduire des études séculières comme l'inspection académique russe voulait l'y obliger. N'ayant plus de fonction confessionnelle, le bâtiment a survécu aux deux guerres mondiales et aux deux totalitarismes qui se sont succédé à Vologine, et peut toujours être vu au XXIe siècle.

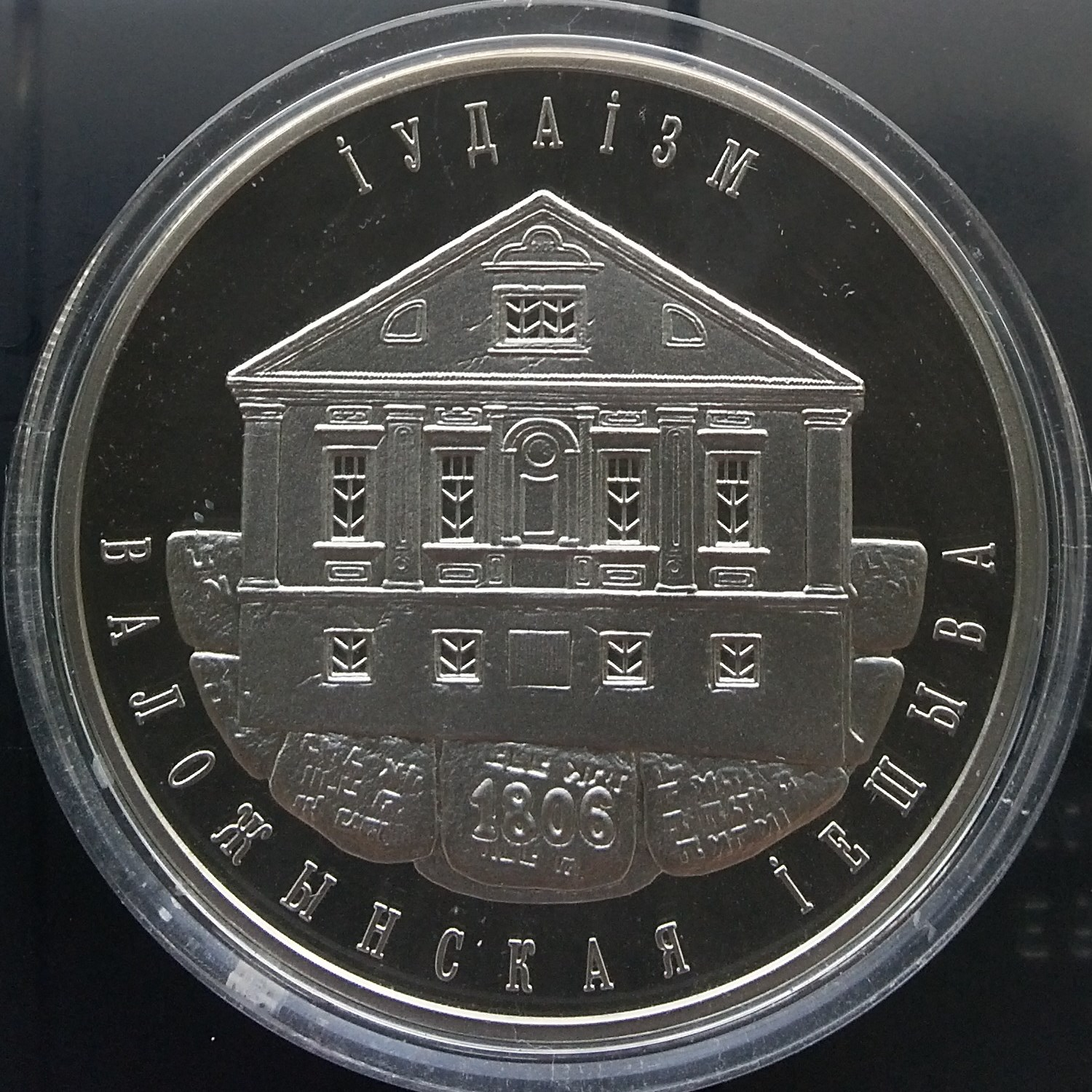
Yechiva de Vologine. Médaille biélorusse en argent de 10 roubles, 2010, 925, diam. 33 mm, revers

Yechiva de Vologine
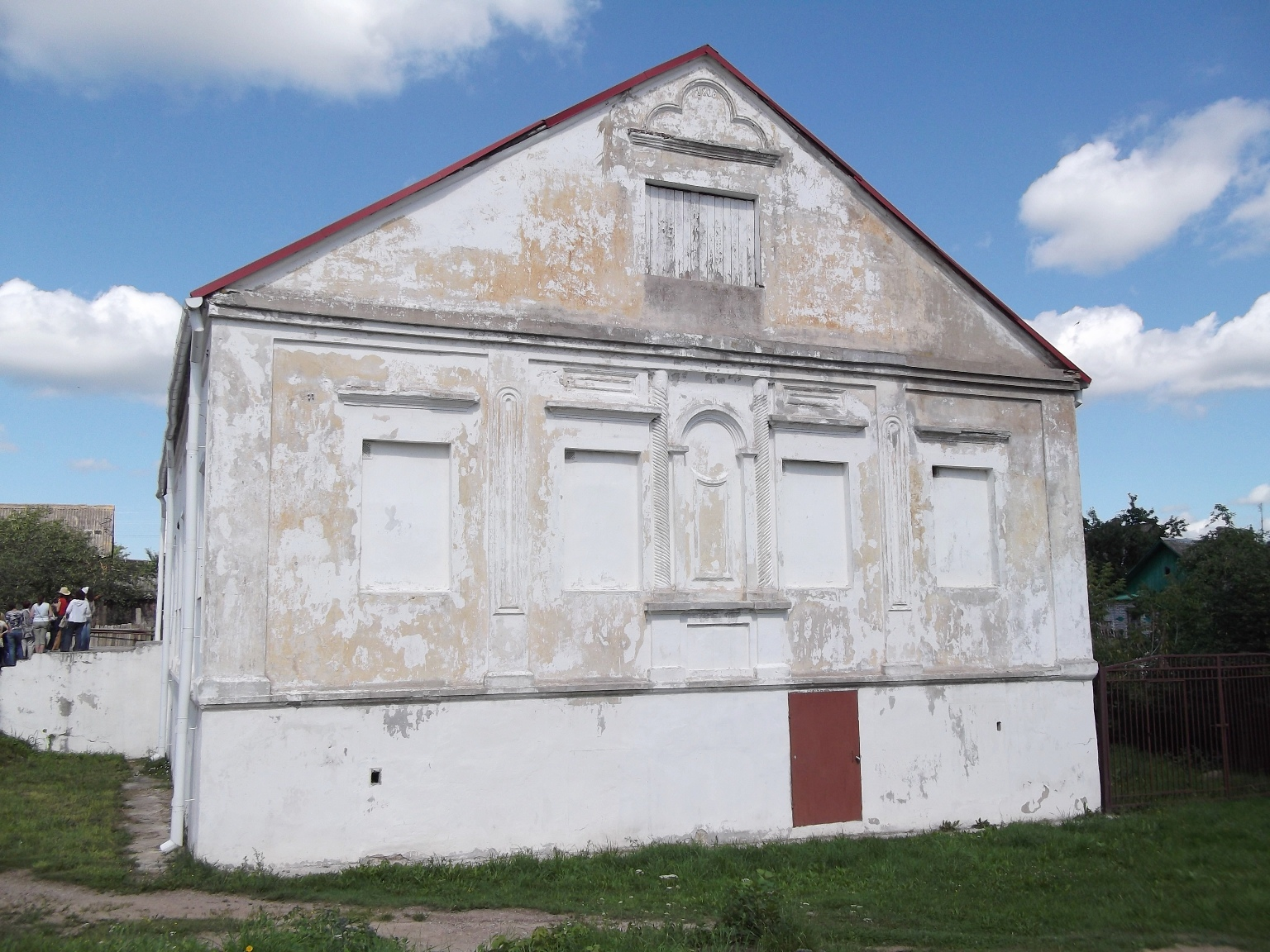
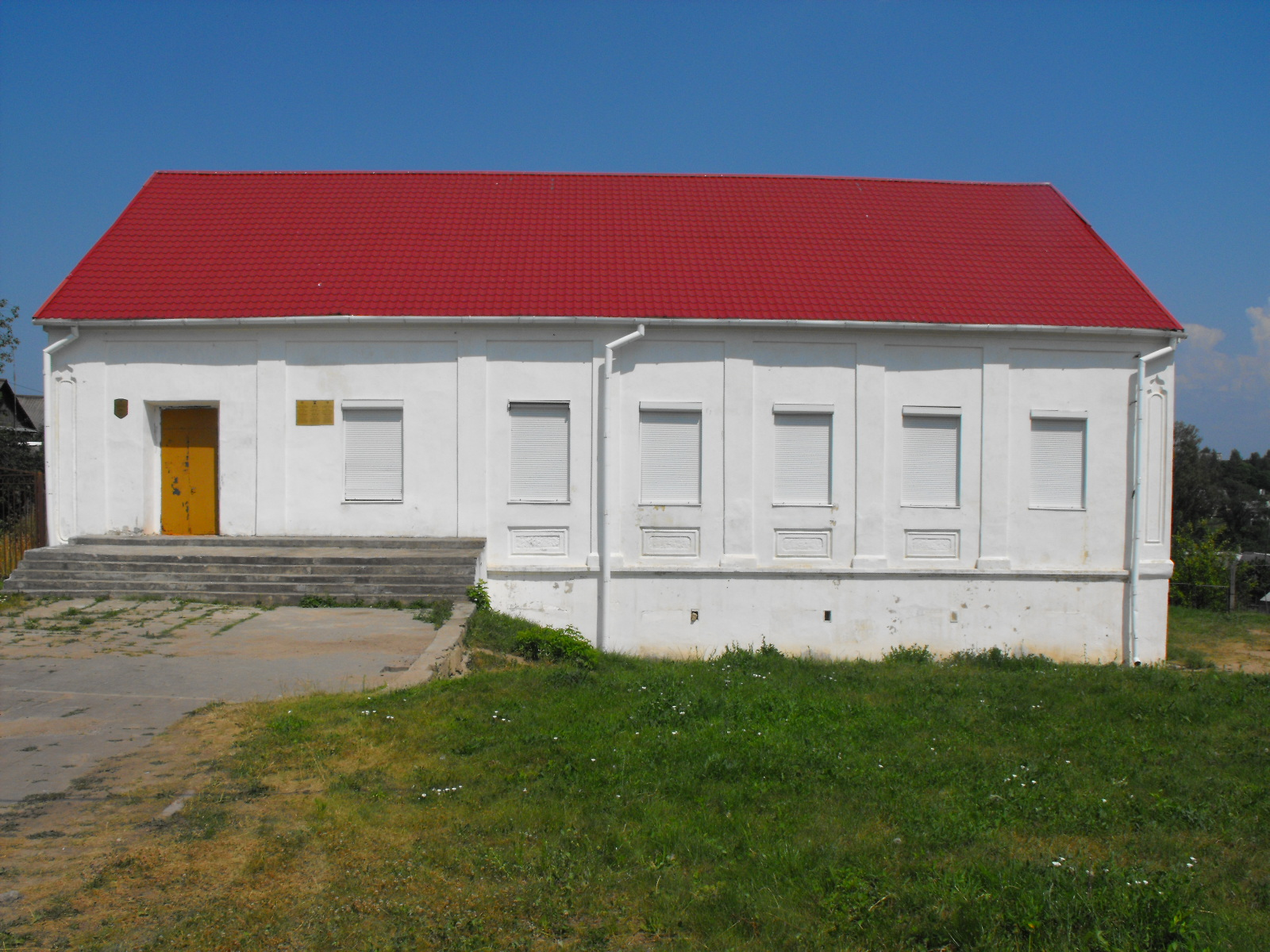
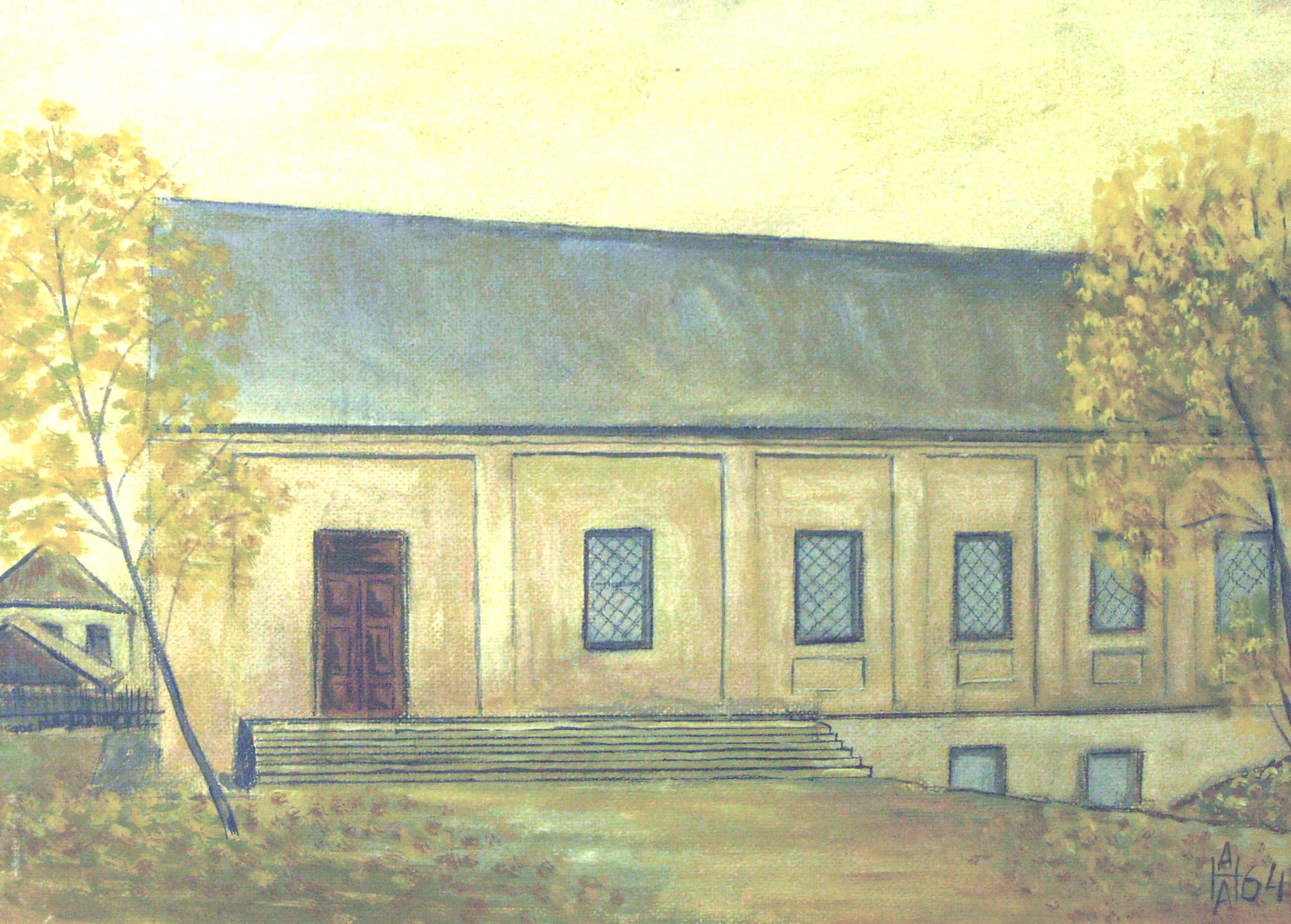
Tempera par Anatoly Nalivaev, 1964
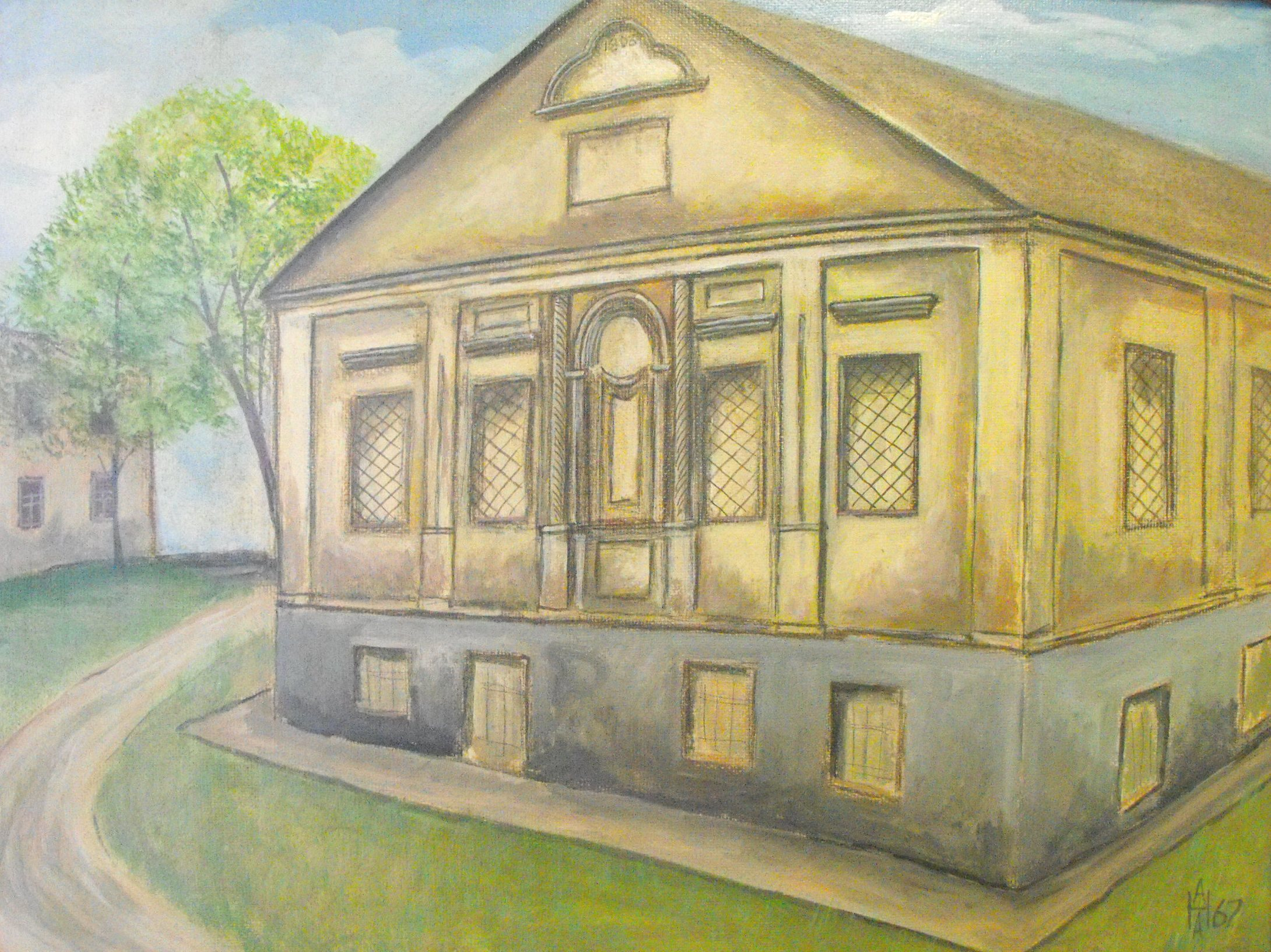
Tempera, Anatoly Nalivaev, 1967

## Anciens élèves célèbres
Leurs noms sont donnés dans la translittération la plus fréquente, par toujours française.
| - Shmuel Alexandrov - Meir Bar-Ilan - Zelig Reuven Bengis - Micha Josef Berdyczewski - Naftali Zvi Yehuda Berlin - Hayyim Nahman Bialik - David Cohen - Baruch Epstein - Moshe Mordechai Epstein - Chaim Ozer Grodzinski | - Abraham Harkavy - Shmuel Yitzchak Hillman - Jacob Joseph - Chaim Mordechai Katz - Abraham Isaac Kook - Moïshé Kulbak - Moshe Landynski - Baruch Ber Lebowitz - Aryeh Levin - Paul Philip Levertoff | - Isser Zalman Meltzer - Samuel Mohilever - Yitzhak Isaac Halevy Rabinowitz - Yitzchak Yaacov Reines - Menachem Risikoff - Zundel Salant - Refael Shapiro - Shimon Shkop - Chaim Soloveitchik - Elchonon Wasserman - Kalman Zev Wissotzky |